# 沙爾山脈
42°00′00″N 20°44′00″E / 42°N 20.7333°E

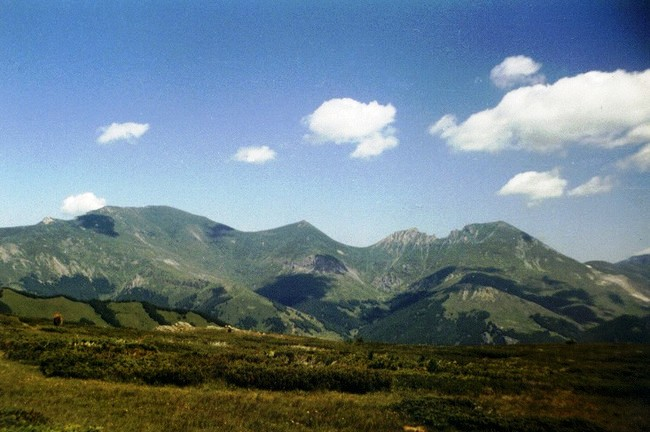

沙爾山脈是巴爾幹半島的山脈，從科索沃和北馬其頓西北部，延伸至阿爾巴尼亞，覆蓋1,600平方公里，最高點海拔高度2,748米，山體在第三紀時期形成。